# Ziya Gökalp
Ziya Gökalp (născut Mehmet Ziya; n. 23 martie 1876, Diyarbakır, Turcia – d. 25 octombrie 1924, Constantinopol, Turcia) a fost un sociolog, scriitor, poet și om politic turc, care a influențat într-o foarte mare măsură Mișcarea Panturcică și Mișcarea Națională Turcă. A activat în Parlamentul turc și în Marea Adunare Națională a Turciei. Este considerat a fi  „tatăl‟ naționalismului turc.

## Viața

### Familia
Mehmet Ziya s-a născut în Çermik, provincia Diyarbakır, numele tatălui său fiind Mehmet Tevfik (1851-1890), iar al mamei sale Zeliha (1856-1923).
Diyarbakır, care până în secolul al XVI-lea se aflase sub conducere arabă și persană devine scena unor confruntări naționale desfășurate între comunitatea turcă, kurdă și armeană. S-a susținut faptul că acest mediu cultural i-ar fi stârnit simțul identității naționale. Apoi, atunci când adversarii politici au pretins că este de origine kurdă, Gökalp a precizat că, odată ce este convins de moștenirea sa pe linie paternă a rasei turce, acest lucru nu mai are nicio importanță, spunând : „Am învățat din studiile sociologice pe care le-am făcut că naționalitatea se bazează exclusiv pe educație.‟  Cu toate acestea, unii istorici îl consideră a fi de sorginte kurdă.

### Formarea educațională
Și-a început formarea educațională în locul unde s-a născut, în Diyarbakır. A făcut școala primară la așa-numita școală de cartier Mercimekörtmesi, la care s-a înscris în anul 1883. În anul 1886 intră la școala militară (Mektebi Rüștiye-i Askeriye), unde își însușește de la profesorul său, Kolağası İsmail Hakkı, primele noțiuni legate de libertate. Își pierde tatăl pe când se află în ultimul an. Ziya Gökalp, în anul 1890 începe să învețe de la unchiul său, profesorul Hacı Hasip, învățăturile islamice tradiționale, pentru ca un mai târziu să se înscrie în clasa a doua la liceul civil (Idad-i Mülkiye) din Diyarbakır, cu toate că își dorea să își continue studiile la Istanbul. Ia ore de filosofie de la profesorul Yorgi și ore de istorie de la profesorul Mehmet Ali Ayni. Pe când era în anul terminal, în loc să strige „Să-mi trăiască suveranul!‟, strigă „Să-mi trăiască națiunea!‟, ceea ce va da naștere unor suspiciuni la adresa sa. Se lasă de școală în anul 1894, deoarece de pe atunci se hotărăște ca studiile liceale se dureze șapte ani, și nu cinci.
După ce se lasă de liceu, începe să studieze limba arabă și limba persană, fiind ajutat de unchiul său, dar și mistica islamică și limba franceză. Face cunoștință cu doctorul Abdullah Cevdet, care vine în Diyarbakır din pricina epidemiei de holeră ce apăruse în oraș. Pe când se afla la vârstă de 18 ani, Mehmet Ziya încearcă să se sinucidă, printre cauzele pentru care apelează la acest gest numărându-se imposibilitatea de a pleca la Istanbul pentru a-și continua studiile și insistențele familiei de a se căsători. O altă posibilă cauză este considerată a fi și contradicția iscată între sistemul filozofic învățat de la profesorul său Yorgi și sistemul conservator de educație religioasă, primit din familie. Pentru a i se scoate glontele din cap, suferă o operație fără a-i fie administrată morfină. După această încercare de sinucidere, se dedică din nou studiului. În anul 1896, pleacă la Istanbul împreună cu fratele său, Nihat, elev la liceul militar din Erzincan. Din cauza situației financiare precare, se înscrie la școala veterinară, pentru care nu trebuie să plătească vreo taxă. În timpul acestor studii, depune eforturi pentru a se întâlni cu persoane care participau la mișcarea de eliberare națională, astfel îi cunoaște pe Ibrahim Temo și Ishak Sükuti. Este influențat de Junii Turci, își abandonează studiile în medicină veterinară pentru a lua parte la Comitetul Unității și Progresului. Intră la închisoare în anul 1898 sub acuzația de „a fi citit editurile interzise și de a fi membru al organizațiilor de opoziție‟. După 12 luni de închisoare, este trimis la Dıyarbakır.

### Perioada petrecută în Diyarbakır
După ce iese din închisoare, este surghiunit în anul 1900, în Diyabakır. Îi moare unchiul din Diyarbakır, care își lăsase în testament ca Ziya să se căsătorească cu fiica sa, Vecihe. Își duce la bun sfârșit cele scrise în testament și din căsătoria cu Vecihe i se naște un băiat (Sedat) și trei fete (Seniha, Hürriyet și Türkan).    
Ocupă diverse funcții în Diyarbakır, până în anul 1908. Începe să ducă o viață liniștită, datorită atât avuțiilor deținute de soției, cât și desfășurării în secret a unor acțiuni în numele libertății. După anul 1903, are diferite funcții în cadrul Camerei de Comerț din Diyarbakır, timp în care este prim editor la ziarul Vilayet. Odată ce Ibrahim Pașa, conducătorul kurd al Corpului de Cavalerie Ușoară, înființat în acea perioadă pentru siguranța acelei zone, se implică în fapte de furt și jaf, Mehmet Ziya ia atitudine și îi unește pe locuitori împotriva lui Ibrahim și a oamenilor lui, care în cele din urmă, vor fi îndepărtați din zonă. 
Între anii 1904-1908 publică în Ziarul de Diyarbakır diverse poezii și scrieri.

### Anii de după a doua Constituție(1908)
După a doua Constituție, Ziya Gökalp devine fondatorul și reprezentatul filialei Comitetului Unității și Progresului din Diyarbakır. Scoate pe piață ziarul Peyman („Jurământul‟).
În anul 1909, Mehmet Ziya participă la congresul Comitetului Unității și Progresului desfășurat la Salonic, drept reprezentatul regiunii Diyarbakır, fiind ales ca membru al biroului de conducere din Salonic. Încearcă să producă în jurul său o mișcare culturală, continuându-și șederea de la Salonic. Reușește să introducă științele sociale în programa de liceu. Ziya se preocupă de problemele tinerilor, oferindu-le chiar celor din jurul său cursuri de sociologie și filozofie. Publică diverse scrieri în revista de filozofie apărută la Salonic, sub diverse pseudonime, precum Tevfik Sedat, Demirtaș sau Gökalp. Mehmet Ziya, care își propune să întemeieze un stat turc puternic, care să unească turcii de pretutindeni, publică în anul 1911, în revista Genç Kalemler („Tinere condeie‟), opera Altun Destanı („Povestea de aur‟), în care își prezintă acest ideal.
În anul 1912, pentru că sediul Comitetului se mută la Istanbul, Ziya se stabilește aici, în cartierul Cerrahpașa. În această perioadă, programele școlare, cursurile și cărțile sunt stabilite în concordanță cu recomandările sale, aceste momente fiind în același timp cele mai productive din viața lui Gökalp, care își concentrează ideile și lucrul în jurul ideii panturcismului.     Nu acceptă propunerea care i se face în 1913 și 1914 de a ocupa o funcție în cadrul Ministerului Educației Naționale, însă își continuă cariera de profesor de sociologie la Facultatea de Literatură. Prin această funcției, Gökalp este primul profesor de sociologie din cadrul Universității din Istanbul.
Drept susținător al panturcismului, Ziya Gökalp, de îndată ce ajunge la Istanbul, intră în rândul fondatorilor organizației Türk Ocakları Publică scrieri în periodicele Türk Yurdu, Halka Doğru, İslâm Mecmuası, Millî Tetebbûlar Mecmuası, İktisadiyat Mecmuası, İçtimaiyat Mecmuası, Yeni Mecmua. Face parte din corpul de conducere al revistei Türk Yurdu („Patria turcă‟), de dinaintea începerii Primului Război Balcanic și până la începutul Primului Război Mondial, oferind în fiecare pagină a revistei câte o poezie și un articol. Printre aceste scrieri, un loc foarte important îl ocupă cele pe scrise pe linia turcism-islamism- modernism.
În anul 1914, publică opera Kızıl Elma („Mărul roșu‟), iar în 1918, atât opera intitulată Türkleșmek, İslâmlașmak, Muasırlașmak („Turcism-Islamism-Modernism‟), cât și cartea de poezii numită  Yeni Hayat („Noua viață‟).

### Ultimii ani de viață
Ziya Gökalp este îndepărtat din toate funcțiile odată cu înfrângerea Imperiului Otoman în Primul Război Mondial. În luna octombrie a anului 1919, este judecat de către Divan-i Harp (Tribunalul militar) sub acuzația de „deranjarea ordinii publice și opresiuni la adresa armenilor‟.
Scapă de condamnarea la moarte, dar este surghiunit la Malta. Gökalp, care duce aici o viață dificilă, este nevoit să se oprească din lucru, dar le oferă prietenilor cursuri de sociologie și filozofie. Va aduna toate scrisorile primite și trimise familiei în această perioadă, pe care le va include mai apoi într-o carte, intitulată Limni ve Malta Mektupları („Scrisorile din Lemnos și Malta‟). Aceasta va rămâne singura operă care prezintă condițiile de viață ale celor surghiuniți în Malta. ‟).
Odată cu eliberarea prizonierilor turci din Malta, în schimbul englezilor luați prizonieri în lupta de la Kars, Ziya Gökalp se întoarce în țară după doi ani de surghiun și se stabilește la Diyarbakır, după ce petrecuse o lună în Ankara, alături de familie. În anul 1922, reîncepe, pe de o parte, să dea cursuri de filozofie, și pe de altă parte, să publice periodice. În această perioadă scoate pe piață revista Küçük Mecmua(„Mica revistă‟), fiind susținut de către Ahmet Ağaoğlu.  
În anul 1923, își publică celebra lucrare, Türkçülüğün Esasları („Fundamentele panturcismului‟). În luna august este ales de către Atatürk drept parlamentar în a doua Mare Adunare Națională a Turciei. Odată stabilit la Ankara, Ziya Gökalp nu se oprește din demersurile sale culturale și intelectuale, contribuind printre altele la pregătirea constituției, la dezvoltarea literaturii naționale. Se ocupă cu traducerea și publicarea în turcă a marilor clasici ai lumii. La începutul anului 1924 se îmbolnăvește și moare pe data de 25 octombrie 1924, la Istanbul, unde se dusese spre a se bucura de o perioadă de odihnă.

## Opere
- Limni ve Malta Mektupları - „Scrisorile din Lemnos și Malta‟
- Kızıl Elma (1914) - „Mărul roșu‟
- Türkleșmek, İslâmlașmak, Muasırlașmak (1929) - „Turcism-Islamism-Modernism‟
- Yeni Hayat (1930) - „Noua viață‟
- Altın Ișık (1927) - „Lumina de aur‟
- Türk Töresi (1923) - „Conduita turcă‟
- Doğru Yol (1923) - „ Calea cea dreptă‟
- Türkçülüğün Esasları (1923) - „Fundamentele panturcismului‟
- Türk Medeniyet Tarihi (1926, postum) - „Istoria civilizației turce‟
- Kürt Așiretleri Hakkında Sosyolojik Tetkikler (postum) -„Investigații sociologice cu privire la triburile kurde ‟
- Altın Destan- „Povestea de aur‟
- Üç Cereyan - „Trei curente‟